# Socjaldemokratyczna Partia Mołdawii
Socjaldemokratyczna Partia Mołdawii, PSD (rum. Partidul Social Democrat) – socjaldemokratyczna partia polityczna w Mołdawii. Została założona 13 maja 1990 roku. Obecnie liderem partii jest Victor Șelin.
W ostatnich wyborach parlamentarnych w 2009 roku PSD zajęła piąte miejsce uzyskując wynik 3,70%, co nie pozwoliło partii wejść do parlamentu. W poprzedniej kadencji PSD miała czterech deputowanych.